# William Savage (grabador)
William Savage (1770-1843) fue un grabador e impresor inglés.

## Biografía
Nacido en 1770 en Howden, Yorkshire del Este, era el hijo menor de James Savage, un relojero. Fue educado en la escuela de la iglesia en Howden. En 1790 inició su actividad como impresor y librero en sociedad con su hermano mayor, James Savage. En 1797 se mudó a Londres y unos dos años más tarde fue nombrado impresor de la Royal Institution. Allí durante diez años fue subsecretario del consejo de administración, y también secretario del comité de la biblioteca, secretario del comité de química y superintendente de la imprenta.
Alrededor de 1803, Savage también inició su actividad como impresor en Londres por cuenta propia. En 1807 se le encargó imprimir la Galería británica de grabados de Edward Forster. Se ganó su reputación como impresor.
Savage murió en su residencia en Dodington Grove, Kensington, el 25 de julio de 1843, dejando tres hijas.

## Obras

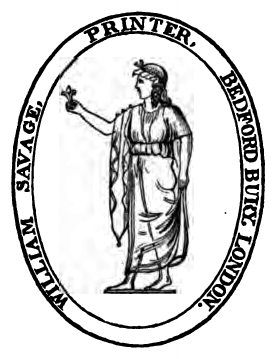
Sello de imprenta de William Savage.

Savage ideó una tinta de impresión sin aceite en su composición y la publicitó en Preparations in Printing Ink in various Colours («Preparaciones en tinta de impresión en varios colores»; Londres, 1832). En reconocimiento a sus servicios, la Sociedad para el Fomento de las Artes le otorgó su gran medalla y una suma de dinero «por sus imitaciones de dibujos, impresos a partir de grabados en madera, con tintas de su propia preparación».
Savage publicó Dictionary of the Art of Printing (Londres, 1840–1, en 16 números); se basó en el trabajo de Joseph Moxon. También fue autor de:
- Observations on Emigration to the United States, Londres, 1819.
- Practical Thoughts on Decorative Printing, Londres, 1822 (edición limitada). Este trabajo fue ilustrado por grabados de Augustus Wall Callcott, John Varley, John Thurston, Thomas Willement, and William Henry Brooke. La edición fue limitada.

Savage era dibujante, y hay grabados de dibujos suyos en la sección de Beauties of England and Wales de John Britton que trata de Yorkshire.